# Björn Waldegård
Björn Waldegård, född 12 november 1943 i Rö församling i Norrtälje kommun, Stockholms län, död 29 augusti 2014, var en svensk rallyförare.

## Biografi

### Rallykarriär
Waldegård var en av svensk rallys främsta förare genom tiderna. Han började sin rallykarriär på smala och krokiga vägar i Roslagen. Waldegård köpte en begagnad Volkswagen 1500 och vann Rally Bore 1965. Det var hans genombrott som rallyförare. Han tävlade då för MK Rimo. Därefter tävlade han för många av de stora teamen.
Mellan 1975 och 1990 vann Waldegård 16 VM-rallytävlingar. Han blev 1979 korad till den förste officielle rallyvärldsmästaren. Svenska rallyt vann han fem gånger, Safarirallyt fyra gånger, Elfenbenskustenrallyt tre gånger och dubbelt i både San Remo-rallyt och Monte Carlo-rallyt.

### Efter aktiva karriären
De sista åren arbetade Waldegård som expertkommentator på Eurosport. Tidigare kommenterade han tävlingar i WRC, men på slutet kommenterade han endast Dakarrallyt tillsammans med Janne Tromark.
Han gjorde även rösten till Björn Rallygård i den svenska versionen av Disney-filmen Bilar 2006.

## Musik
Björn Waldegård är omnämnd i Lars Vegas Trios låt "Hetsig dans kring granen", där han beröms för sina fina kläder. 

## Meriter
- Vann 1979 första VM för rallyförare
- 19 segrar i VM-rallyn
- Segrar i Safarirallyt 1977, 1984, 1986 och 1990
- Seger i RAC-rallyt år 1977
- Segrar i Monte Carlo-rallyt 1969 och 1970
- Segrar i Svenska rallyt år 1968-70, 1975 och 1978

Han tävlade i 55 länder och hade kontrakt med 14 olika bilmärken.
Han tilldelades Motorprinsens medalj 1977.